# Ludovic Giraudias
Paul-Alexandre Ludovic Giraudias ( 1848 - 1922 ) fue un botánico francés.

## Algunas publicaciones
- 1888. Notes critiques sur la flore ariégeoise. 17 pp.

### Libros
- 1878. Énumération des plantes phanérogames et des fougères observées dans le canton de Limogne (Lot.) 32 pp.

## Honores
- Director de la Asociación pirenaica para el intercambio de plantas[1]

- La abreviatura «Giraudias» se emplea para indicar a Ludovic Giraudias como autoridad en la descripción y clasificación científica de los vegetales.[2]